# Eupsilia unipuncta
Eupsilia unipuncta är en fjärilsart som beskrevs av Scriba 1919. Eupsilia unipuncta ingår i släktet Eupsilia och familjen nattflyn. Inga underarter finns listade i Catalogue of Life.